# Dysmachus uschinskii
Dysmachus uschinskii là một loài ruồi trong họ Asilidae. Dysmachus uschinskii được Lehr miêu tả năm 1966. Loài này phân bố ở vùng Cổ Bắc giới.